# Muzzana del Turgnano
Muzzana del Turgnano là một đô thị ở tỉnh Udine trong vùng Friuli-Venezia Giulia thuộc Ý, có cự ly khoảng 60 km về phía tây bắc của Trieste và khoảng 30 km về phía tây nam của Udine. Tại thời điểm ngày 31 tháng 12 năm 2004, đô thị này có dân số 2.728 người và diện tích là 24,4 km².
Đô thị Muzzana del Turgnano có các frazione (đơn vị cấp dưới) Casali Franceschinis.
Muzzana del Turgnano giáp các đô thị: Carlino, Castions di Strada, Marano Lagunare, Palazzolo dello Stella, Pocenia.